# František Husák
František Husák (ur. 24 kwietnia 1936 w Pradze; zm. 8 listopada 1991 tamże) – czeski aktor.

## Życiorys
Aktor znany przede wszystkim z roli Ludvy Homolki w komediowej trylogii Jaroslava Papouška: Straszne skutki awarii telewizora (1969), Hogo-fogo Homolka (1970) oraz Homolkowie na urlopie (1972).
W 1959 ukończył studia w Akademii Sztuk Scenicznych w Pradze. Do 1965 grał w teatrze w Ostrawie. W latach 1965–74 był zaangażowany w popularnym praskim teatrze Klub Dramatyczny. Później grał kolejno w teatrach w Czeskim Krumlowie, Chebie i Czeskich Budziejowicach. Od 1983 do śmierci był aktorem Teatru na Balustradzie w Pradze.
W ostatnich latach życia zmagał się z alkoholizmem. Zmarł w wieku 55 lat w wyniku komplikacji związanych z urazem głowy. Okoliczności jego śmierci nie zostały nigdy do końca wyjaśnione i do dziś budzą wątpliwości.

## Role filmowe
- 1959: Co tydzień niedziela jako  gość ślubny
- 1968: Zbrodnia w nocnym klubie jako Viktor
- 1970: Jest pan wdową, proszę pana! jako kamerdyner
- 1970: Przypadek dla początkującego kata jako poeta
- 1970: Straszne skutki awarii telewizora jako Ludva
- 1971: Hogo-fogo Homolka jako Ludva
- 1972: Homolkowie na urlopie jako Ludva
- 1974: Joachimie, wrzuc go do maszyny!  jako Arnost Holna
- 1984: Bambinot jako Biron
- 1991: Jen o rodinných zálezitostech jako redaktor Úderníka